# Batalla de Pontós
La batalla de Pontós va ser lluitada l'11 de juny de 1795, i va donar la victòria al general espanyol José de Urrutia contra l'exèrcit francès de Barthélemy Louis Joseph Schérer.

## Antecedents
El govern espanyol va declarar la guerra contra la República Francesa el 17 d'abril de 1793 en resposta a l'execució de Lluís XVI de França i Maria Antonieta d'Àustria. L'exèrcit espanyol, sota el comandament del general Antonio Ricardos van envair el Rosselló per Sant Llorenç de Cerdans, amb uns 25.000 homes i un centenar de peces d'artilleria, ocupant les ciutats poc defensades del Pertús i la vall del riu Tec (Arles i Ceret) i es retirava a les posicions inicials després de la derrota a la batalla de Parestortes, uns dies abans.
Els francesos entren finalment a Catalunya per Sant Llorenç de la Muga, on es produeixen diversos combats, fins que es derroten les posicions espanyoles del 17 al 20 de novembre de 1794 en la batalla del Roure, en la que moren els generals Dugommier i el Comte de la Unión, i els espanyols es desmoralitzen i fugen, capturant els francesos del general Dominique Catherine de Pérignon la ciutat de Figueres el 28 de novembre i Roses, que havia quedat aïllada, el 3 de febrer de l'any següent.

## La Batalla
El general José de Urrutia va cridar a la resistència reforçat amb el poble i les autoritats catalanes, que van armar nombrosos voluntaris en els cossos de miquelets i sometent, amb els quals es va fer una incursió en terreny enemic, capturant el castell de Pontós l'11 de juny de 1795, quan els francesos del general Barthélemy Louis Joseph Schérer ataquen pel flanc esquerre, que aguanta l'atac i a continuació aquesta reforça el centre, aconseguint la victòria.

## Conseqüències
Del 25 al 27 de juliol les tropes comandades pel general Gregorio Garcia de la Cuesta van atacar la Baixa Cerdanya, fent capitular les tropes franceses de les guarnicions de Puigcerdà i Bellver de Cerdanya, quan es va signar la pau de Basilea.